# Hrabstwo Bennington
Hrabstwo Bennington (ang. Bennington County) – hrabstwo w stanie Vermont w Stanach Zjednoczonych. Obszar całkowity hrabstwa obejmuje powierzchnię 677,67 mil² (1755,16 km²). Według szacunków United States Census Bureau w roku 2009 miało 37 125 mieszkańców.
Hrabstwo powstało w 1779 roku.

## Gminy (town)
- Arlington
- Bennington
- Dorset
- Glastenbury
- Landgrove
- Manchester
- Peru
- Pownal
- Readsboro
- Rupert
- Sandgate
- Searsburg
- Shaftsbury
- Stamford
- Sunderland
- Winhall
- Woodford[4]

## Wsie (village)
- Manchester
- North Bennington
- Old Bennington[4]

## CDP

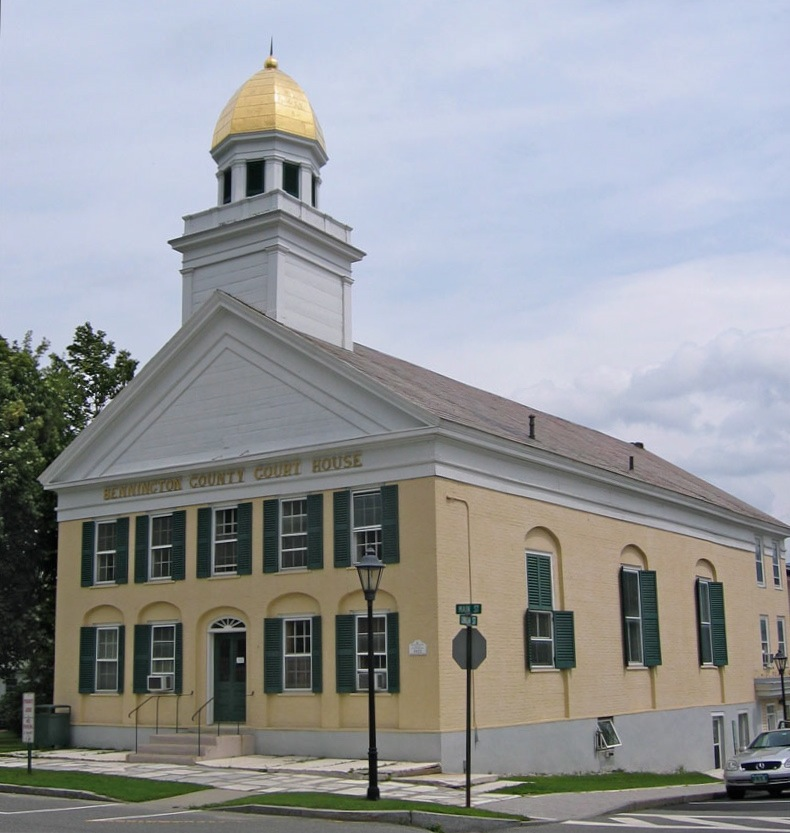
Budynek administracji hrabstwa (courthouse) w Manchesterze

- Arlington
- Bennington
- Dorset
- Manchester Center
- Readsboro
- South Shaftsbury[4]

| Populacja hrabstwa w poprzednich latach | Populacja hrabstwa w poprzednich latach |
| Rok                                     | Liczba ludności                         |
| --------------------------------------- | --------------------------------------- |
| 1980                                    | 33 310                                  |
| 1990                                    | 35 845                                  |
| 2000                                    | 36 994                                  |
| 2005                                    | 36 999                                  |